# Hemionitis smithii
Hemionitis smithii är en kantbräkenväxtart som först beskrevs av Trev., och fick sitt nu gällande namn av Carl Frederik Albert Christensen. Hemionitis smithii ingår i släktet Hemionitis och familjen Pteridaceae. Inga underarter finns listade.